# Tiopentato de sodio
El tiopentato de sodio es una droga derivada del ácido barbitúrico, más conocida por el nombre de pentotal sódico, amital sódico o trapanal. Está clasificado como barbitúrico de acción ultracorta porque el efecto hipnótico en pequeñas dosis del fármaco desaparece en pocos minutos. Actualmente se usa poco debido a la recuperación lenta y resacosa del paciente.

## Historia
Fue descubierto en los años 1930 por dos químicos que trabajaban en los Abbott Laboratories, y ha sido utilizado prácticamente desde entonces de muy diversas formas. Fue el primer barbitúrico introducido como agente inductor en cirugía en 1934 dado su rápido efecto como inductor de anestesia, previa a la administración de otros compuestos. Igualmente, ha sido empleado en la inducción de estados de coma médicos, para disminuir los requerimientos metabólicos cerebrales. Junto con el metohexital, es el barbitúrico más empleado en la anestesiología clínica.

## Farmacocinética

### Vías de administración (formas de uso)
Se administra de forma intravenosa estricta, ya que en su forma farmacéutica, el compuesto posee un pH muy alcalino (superior a 10), lo cual lo transforma en una sustancia que causa necrosis de tejidos e irritación.

### Absorción
Su biodisponibilidad es del 100% ya que la única forma de administración es endovenosa. Por lo mismo, se absorbe por completo, no causando efecto de primer paso en el hígado.

### Distribución
Acostumbra a ser muy liposoluble, atravesando con facilidad la barrera hematoencefálica. La duración clínica de los efectos viene determinada por la redistribución salvo en caso de dosis repetidas o perfusión continua que saturen los compartimentos periféricos. Su fijación a proteínas es del 80%. La vida media de distribución es de 15- 20 minutos y la semivida media sobre 3-12h.
Por su carácter lipofílico, posee una acción farmacológica corta con dosis únicas, ya que el fármaco se redistribuye en un segundo tiempo desde los receptores diana hacia el resto de compartimentos orgánicos.

### Metabolismo y excreción
La biotransformación tiene lugar principalmente en el hígado por:
- Oxidación de los radicales en posición 5
- Conversión de tiobarbitúricos en otros compuestos
- Ruptura de anillos pirinidínicos por hidrólisis

La eliminación renal se efectúa por filtración renal con reabsorción tubular parcial. La alcalinización de la orina aumenta su excreción, ya que si bien las sales sódicas son básicas, en el organismo se libera el barbitúrico que es ácido.

## Farmacodinamia

### Mecanismo de acción
Es complejo. Incluye diferentes acciones:
- Deprime el sistema reticular activador del tallo encefálico.
- Activa los neurotransmisores inhibidores (GABA- Ácido gamma amino-butírico).
- Suprime la transmisión de neurotransmisores excitadores (acetilcolina).
- Interfiere la liberación de neurotransmisores presinápticos e interaccionan de forma estéreo-selectiva sobre los receptores postsinápticos.
- Deprime la corteza sensorial inhibiendo la conducción ascendente de los impulsos nerviosos hacia el encéfalo.

### Efectos
Típicamente, el tiopental produce una inconsciencia que aparece en unos 20 segundos y se mantiene de 5 a 10 minutos.
- Sistema cardiovascular: Disminuye la tensión arterial por vasodilatación periférica (depresión de los centros vasomotores bulbares) y aumenta la frecuencia cardiaca por efecto vagolítico central. El gasto cardiaco se mantiene igual por el aumento de la frecuencia cardiaca y de la contractilidad debida a reflejos barorreflejos. En ausencia de una respuesta baropresora adecuada (hipovolemia, Insuficiencia cardiaca, bloqueo beta-adrenérgico) disminuyen la tensión arterial y el gasto cardiaco. En la hipertensión arterial no tratada tendremos un mal control e inestabilidad hemodinámica en la inducción.
- Respiración: Disminuye la respuesta a la hipercapnia y la hipoxia. La Apnea tras la inducción es habitual. Disminuye el Volumen tidal y la frecuencia respiratoria en el despertar. Puede presentarse además laringoespasmo, broncoespasmo e hipo, por la no depresión completa de los reflejos de las vías aéreas.
- Sistema nervioso central: Disminuye el flujo sanguíneo cerebral por vasoconstricción, pero al aumentar la presión de perfusión cerebral, disminuye el consumo de oxígeno en un 50%. Dosis altas seguidas de infusión 0,5 mg/Kg./min. producen protección cerebral a isquemias focales, pero aumentan la duración de sus efectos.
- Otros efectos centrales:
  - No tiene efecto analgésico. Incluso se sabe que a bajas dosis disminuye el umbral al dolor.
  - Efecto "sedación desconcertante": En ocasiones a dosis bajas originan desorientación y excitación. Presentan tolerancia aguda y dependencia al efecto hipnótico y sedante.
  - No es relajante muscular, y a veces dan lugar a contracciones involuntarias de los músculos esqueléticos.
  - Poseen un efecto antiepiléptico de gran utilidad clínica.

### Interacciones
- Inductor enzimático hepático (digital) y producen interferencia del Cit-P450 (ADT).
- Medios de contraste, sulfamidas y otros fármacos desplazan el tiopental de la albúmina y aumentan su fracción libre potenciando sus efectos.
- Etanol, opiáceos, anti-histamínicos y otros depresores del SNC potencian sus efectos sedantes.
- Interacción química con ácidos débiles ya que su preparación para administración parenteral es alcalina.

## Uso clínico

### Indicaciones
- Inductor de la anestesia. Está indicado en procedimientos quirúrgicos de menos de quince minutos de duración, como hipnótico en anestesia equilibrada, narcoanálisis y narcosintesis en pacientes con trastornos psiquiátricos.
- Es también muy útil en protocolos de anestesia inhalatoria, ya que este fármaco anula el reflejo faríngeo, facilitando la intubación

### Efectos secundarios
Al igual que otros agentes hipnóticos, el Tiopental puede producir depresión cardiorrespiratoria, pudiendo aparecer hipotensión y apnea. Por estos motivos, solo el personal sanitario adecuadamente entrenado y en un escenario equipado para los efectos debería administrarlo. Otros efectos secundarios incluyen cefalea, delirios, náuseas y vómitos, y/o somnolencia prolongada.
A nivel hepático puede precipitar una crisis de Porfiria intermitente aguda o variegata. Igualmente, puede ocasionar reacciones de tipo alérgico, ya que el tiopental favorece la liberación de histamina.

### Dosis
El rango usual de dosis para inducción de la anestesia es de 3 a 7 mg/kg, aunque está influido por muchos factores, como la condición física del paciente. La premedicación con benzodiazepinas, clonidina, u opiáceos reduciría los requerimientos.

## Otros usos
En cuanto a las aplicaciones más polémicas del pentotal, sin duda la principal es su aplicación en la inyección letal. En Estados Unidos es habitual ejecutar a los condenados a muerte por inyección letal, en algunos estados, por medio de una fórmula que, además del pentotal, incluyen cloruro de potasio y bromuro de pancuronio, en dosis tan alta que generan un coma rápido y, posteriormente, la muerte por paro cardiorrespiratorio. Este método de ejecución se defiende como el más humanitario puesto que se da por supuesto que el ejecutado no sufre, aunque es objeto de polémica, incluso un estudio de la universidad de Miami demostró que no era tan humanitario como se creía ya que el pentotal sódico como anestésico puede perder efecto antes de que el cloruro de potasio y el bromuro de pancuronio maten al reo. Otro uso controvertido es la eutanasia; en Países Bajos existe un protocolo para su suministro con este fin.

## Uso como "suero de la verdad"
El pentotal ha sido utilizado en psiquiatría porque parecía mejorar la fluidez de respuesta en la relación con el paciente. Este es el uso que ha dado fama a este fármaco, y por lo que se le conoce como suero de la verdad. Teniendo en cuenta que como agente hipnótico, con una dosis controlada, su actuación en el cerebro humano produce depresión de las funciones corticales superiores, se pensó que podría resultar de utilidad en interrogatorios. Se considera que la mentira es una elaboración compleja, consciente, mucho más complicada que la verdad, así que, si se deteriora la actividad superior cortical, al sujeto le resultará mucho más complicado mantener su voluntad y la “verdad” fluiría en su conversación con mayor facilidad. Eso es, al menos, la teoría, puesta en práctica durante decenios por los servicios de espionaje de muchos países. Hasta cierto punto, la idea es correcta, pero no garantiza, ni mucho menos, que el sujeto vaya a contar lo que se espera, puesto que hay muchos factores que pueden modificar el experimento, desde un entrenamiento especial hasta condiciones ambientales o, simplemente, una asunción de la mentira como verdad.
Testimonios de expersonal militar estadounidense, empleados en misiones clasificadas y lugares secretos afirmaron ser puestos bajo el efecto del pentotal sódico por agentes de la CIA a fin de detectar algún posible indicio de traición a su juramento de silencio.